# Martin Turk (filmski režiser)
za nogometaša glej Martin Turk (nogometaš)
Martin Turk, slovenski režiser in scenarist, * 7. julij 1978, Trst.
Diplomiral je leta 2004 na AGRFT v Ljubljani, smer filmska in televizijska režija.

## Nagrade in priznanja
Še med študijem je leta 2003 prejel univerzitetno Prešernovo nagrado za diplomski kratki igrani film Izlet. Za isti film je prejel nagrado za najboljši študentski film na festivalu v Wiesbadenu, posebno nagrado žirije na festivalu evropskih filmskih šol v Bologni, grand-prix ter nagrade publike in mlade publike na festivalu mediteranskega filma v Montpellieru.
Leta 2006 je posnel debitantski kratki film Rezina življenja, ki je prejel nagrado Vesna za najboljši kratki film na festivalu slovenskega filma v Portorožu.
Leta 2008 je bil njegov kratki film Vsakdan ni vsak dan premierno prikazan na festivalu v Cannesu v sekciji Quinzainnes des realisateurs. Film je prejel nagrado za najboljši film na mednarodnem festivalu v Zagrebu in nagrado „V iskanju resnice“ na mednarodnem festivalu kratkega filma v Teheranu.
Leta 2009 je na festivalu slovenskega filma v Portorožu prejel nagrado filmskih kritikov za srednjemetražni film Soba 408.
Njegov prvenec Nahrani me z besedami je bil premierno prikazan leta 2012.
Leta 2015 je posnel celovečerni igrano-dokumentarni film Doberdob - Roman upornika o Prežihu Vorancu in romanu Doberdob.
Njegov kratki igrani film Dobro unovčeno popoldne je leta 2017 prejel nagrado otroške žirije na festivalu kratkega filma v Oberhasnu.
Leta 2018 je posnel celovečererni igrani film Dober dan za delo. Film je bil premierno prikazan na festvalu
v Busanu v Južni Koreji. Na 22. festvalu slovenskega flma leta 2019 je zanj prejel Vesno za posebne dosežke.
Oktobra 2019 je v sekciji rimskega filmskega fesitvala Alice Nella Cita' bil prikazan njegov tretji celovečerni igrani flm Ne pozabi dihati. Film je na 23. festivalu slovenskega flma prejel nagradi Vesna za najboljši celovečerni igrani film in za najboljšo fotografijo.